# Zwei Städte
Zwei Städte (Originaltitel: A Tale of Two Cities) ist ein britischer Spielfilm in Schwarzweiß von Ralph Thomas aus dem Jahr 1958. Das Drehbuch verfasste T. E. B. Clarke. Es basiert auf dem 1859 verfassten Roman „Eine Geschichte aus zwei Städten“ von Charles Dickens. Die Hauptrollen sind mit Dirk Bogarde, Dorothy Tutin, Paul Guers und Marie Versini besetzt. In der Bundesrepublik Deutschland hatte das Werk seine Premiere erst am 16. August 1969 im Programm der ARD.

## Handlung
Der Abkömmling eines Adelsgeschlechtes aus Paris, der sich mit dem Ausbeutertum seines Onkels nicht abfinden kann, verzieht nach London, nimmt einen anderen Namen an und heiratet Lucie, die Tochter des Arztes Manette. Zwar muss er sich noch einer Intrige des Onkels erwehren, doch der junge, etwas labile Anwaltsgehilfe Sydney Carton, der ebenfalls in die Tochter des Arztes verliebt ist, steht ihm zur Seite. Der Ausbruch der Französischen Revolution verhindert eine gesicherte Zukunft des Franzosen; er kehrt nach Paris zurück, nachdem er in Erfahrung gebracht hat, dass der Verwalter seines Gutes verhaftet und von einem Revolutionstribunal zum Tode verurteilt worden ist. Sydney Carton, der das Fiasko kommen sieht, reist ihm nach und opfert sich, weil er für sein Leben keinen Sinn mehr zu erkennen vermag, für den ebenfalls zum Tode verurteilten Rivalen um die geliebte Frau, indem er statt seiner das Schafott besteigt. Er hofft, dass er nun wenigstens durch seinen Tod Achtung und Liebe der Menschen, die er bisher schmerzlich vermisste, erringen kann.

## Kritik
Das Lexikon des internationalen Films bemerkt lapidar, der Film sei „spannend inszeniert“ und „gut gespielt“. Der Evangelische Film-Beobachter begründet seine Empfehlung (ab 14 Jahren) wie folgt: „Obwohl dem Film […] eine recht abenteuerliche Handlung zugrunde liegt, bietet er mehr als nur Spannungsunterhaltung. Vor allem die ironische Sicht der Revolution, welche die Verhältnisse zwar umkehrt, aber nicht verbessert, sondern Jäger und Opfer nur den Platz tauschen lässt, gibt dem Zuschauer Möglichkeit zum Nachdenken und zur Reflexion.“

## Weblink
- Zwei Städte bei IMDb